# Estación de Couillet
La estación de Couillet es una estación de tren belga situada en Farciennes, en la provincia de Hainaut, región Valona.
Pertenece a la línea  de S-Trein Charleroi.

## Situación ferroviaria
La estación se encuentra en la línea 130 (Namur-Charleroi).

## Intermodalidad
Actualmente, no hay conexiones con otros medios de transporte.